# Championnat du monde junior de hockey sur glace 2025
Navigation
Suède 2024 États-Unis 2026
Le Championnat du monde junior de hockey sur glace 2025 est la 49e édition de cette compétition de hockey sur glace junior organisée par la Fédération internationale de hockey sur glace (IIHF).
Le tournoi de la division élite, regroupant les meilleures nations, a lieu à Ottawa au Canada du 26 décembre 2024 au 5 janvier 2025. Les divisions inférieures sont disputées indépendamment du groupe élite.

## Format de la compétition
| Niveau         | Nombre d'équipes | Lieu     | Date (2024-2025)            | Résultats         | Résultats    |
| Niveau         | Nombre d'équipes | Lieu     | Date (2024-2025)            | Vainqueur / Promu | Relégué      |
| -------------- | ---------------- | -------- | --------------------------- | ----------------- | ------------ |
| Division élite | 10               | Ottawa   | du 26 décembre au 5 janvier | États-Unis        | Kazakhstan   |
| Division IA    | 6                | Bled     | du 9 au 15 décembre         | Danemark          | Hongrie      |
| Division IB    | 6                | Tallinn  | du 11 au 17 janvier         | Ukraine           | Corée du Sud |
| Division IIA   | 6                | Zagreb   | du 6 au 12 janvier          | Lituanie          | Pays-Bas     |
| Division IIB   | 6                | Belgrade | du 19 au 25 janvier         | Espagne           | Belgique     |
| Division IIIA  | 6                | Istanbul | du 27 janvier au 2 février  | Nouvelle-Zélande  | Mexique      |
| Division IIIB  | 4                | Bangkok  | du 10 au 16 décembre        | Thaïlande         | Aucun        |

Le Championnat du monde junior de hockey sur glace est un ensemble de plusieurs tournois regroupant les nations en fonction de leur niveau. Les meilleures équipes disputent le titre dans la Division Élite.
Les 10 équipes de la Division Élite sont scindées en deux poules de 5 où elles disputent un tour préliminaire. Les 4 meilleures sont qualifiées pour les quarts de finale. Les derniers de chaque poule s'affrontent dans un match de relégation où le perdant est relégué en Division IA.
Pour les autres divisions qui comptent 6 équipes (sauf la Division IIIB qui en compte 4 et où il n'y a pas de relégation), les équipes s’affrontent entre elles dans une poule unique ; à l'issue de cette compétition, le premier est promu dans la division supérieure et le dernier est relégué dans la division inférieure.
Lors des phases de poule, les points sont attribués ainsi :
- victoire : 3 points ;
- victoire en prolongation ou aux tirs de fusillade : 2 points ;
- défaite en prolongation ou aux tirs de fusillade : 1 point ;
- défaite : 0 point.

## Division Élite

### Lieu de la compétition
| \| Ottawa \| Localisation de la ville d'Ottawa à l'ouest du Canada. |
| Ottawa                                                              |

| Ottawa |

| \| Centre Canadian Tire TD Place Arena \| Localisation des arénas à Ottawa. |
| Centre Canadian Tire TD Place Arena                                         |

| Centre Canadian Tire TD Place Arena |

| Ottawa               |                  |
| Centre Canadian Tire | TD Place Arena   |
|                      |                  |
| Capacité : 18 655    | Capacité : 8 585 |

### Équipes participantes
Le groupe principal regroupe 10 équipes, réparties en deux groupes (entre parenthèses le classement IIHF 2024) :
| Groupe A (au Centre Canadian Tire) | Groupe B (à la TD Place Arena)           |
| ---------------------------------- | ---------------------------------------- |
| Allemagne (9)                      | Kazakhstan (11), promu de la division IA |
| Canada (5), pays hôte              | Slovaquie (6)                            |
| États-Unis (1), tenant du titre    | Suède (2)                                |
| Finlande (4)                       | Suisse (7)                               |
| Lettonie (8)                       | Tchéquie (3)                             |

### Officiels
23 officiels ont été désignés pour cette compétition.
| Arbitres |
| --- |
| - Andris Ansons - Riku Brander - Michael Campbell - Mads Frandsen - Christoffer Holm - Mikael Holm - Jan Hribik - Mike Langin - Sean Macfarlane - Peter Stano - Michael Tscherrig - Kristian Vikman |

| Juges de ligne |
| --- |
| - Albert Ankerstjerne - Nic Briganti - Jake Davis - Oto Durmis - Shane Gustafson - Onni Hautamäki - Daniel Hynek - Tommi Niittylä - Anders Nyqvist - Tarrington Wyonzek - Dāvis Zunde |

### Tour préliminaire
Les 4 premiers de chaque groupe sont qualifiés pour les quarts de finale tandis que les derniers de chaque groupe jouent un match de relégation dont le perdant descend en division IA.

#### Groupe A

##### Classement
| Clt   | Équipe     | PJ | V | VP | D | DP | BP | BC | Diff | Pts |
| ----- | ---------- | -- | - | -- | - | -- | -- | -- | ---- | --- |
| +001, | États-Unis | 4  | 3 | 0  | 0 | 1  | 22 | 10 | +12  | 10  |
| +002, | Finlande   | 4  | 2 | 1  | 1 | 0  | 10 | 8  | +2   | 8   |
| +003, | Canada     | 4  | 2 | 0  | 1 | 1  | 10 | 7  | +3   | 7   |
| +004, | Lettonie   | 4  | 0 | 2  | 2 | 0  | 8  | 13 | -5   | 4   |
| +005, | Allemagne  | 4  | 0 | 0  | 3 | 1  | 8  | 20 | -12  | 1   |

- en gras, qualifié pour les quarts de finale
- en italique, joue le match de relégation

##### Matchs
| 26 décembre | États-Unis | 10-4 (2-0, 4-2, 4-2) | Allemagne | Centre Canadian Tire 13 017 spectateurs |

| Feuille de match | Feuille de match | Feuille de match                                         | Feuille de match | Feuille de match                                                                              |
| ---------------- | --- | -------------------------------------------------------- | --- | --------------------------------------------------------------------------------------------- |
|                  | Hagens (Hutson, Leonard) — 8 min 7 s Perreault (Hagens, Leonard) — 11 min 56 s Connelly (Eiserman) — 21 min 38 s - Hagens (Perreault) — 34 min 1 s Svoboda (Willis, Fischer) — 38 min 40 s Perreault (Hutson, Hagens) — 39 min 39 s Terrance (Svoboda) — 43 min 4 s - Ziemer (Plante, Hutson) — 47 min 16 s Ziemer (Connelly, Hutson) — 49 min 44 s - Eiserman (Hutson, Nelson) — 58 min 13 s | 1-0 2-0 3-0 3-1 3-2 4-2 5-2 6-2 7-2 7-3 8-3 9-3 9-4 10-4 | - Sumpf (Tropmann) — 25 min (SN) Lewandowski — 29 min 23 s - Boos (Niehus, Schwarz) — 45 min 37 s - Ruckdaschel — 56 min 14 s - | Arbitrage : Mikael Holm et Kristian Vikman Juges de lignes : Oto Durmis et Tarrington Wyonzek |
| Augustine        | Gardiens | Pertuch                                                  | | Arbitrage : Mikael Holm et Kristian Vikman Juges de lignes : Oto Durmis et Tarrington Wyonzek |
| 8 min            | Pénalités | 8 min                                                    | | Arbitrage : Mikael Holm et Kristian Vikman Juges de lignes : Oto Durmis et Tarrington Wyonzek |
| 56               | Tirs | 22                                                       | | Arbitrage : Mikael Holm et Kristian Vikman Juges de lignes : Oto Durmis et Tarrington Wyonzek |

| 26 décembre | Finlande | 0-4 (0-1, 0-1, 0-2) | Canada | Centre Canadian Tire 17 997 spectateurs |

| Feuille de match | Feuille de match | Feuille de match | Feuille de match | Feuille de match                                                                                  |
| ---------------- | ---------------- | ---------------- | --- | ------------------------------------------------------------------------------------------------- |
|                  |                  | 0-1 0-2 0-3 0-4  | McKenna (Schaefer, Bonk) — 19 min 8 s Cowan — 25 min 22 s Pinelli (Price, Dickinson) — 55 min 14 s Schaefer — 59 min 41 s (CV) | Arbitrage : Christoffer Holm et Sean Macfarlane Juges de lignes : Shane Gustafson et Daniel Hynek |
| Rimpinen         | Gardiens         | George           | | Arbitrage : Christoffer Holm et Sean Macfarlane Juges de lignes : Shane Gustafson et Daniel Hynek |
| 8 min            | Pénalités        | 12 min           | | Arbitrage : Christoffer Holm et Sean Macfarlane Juges de lignes : Shane Gustafson et Daniel Hynek |
| 31               | Tirs             | 41               | | Arbitrage : Christoffer Holm et Sean Macfarlane Juges de lignes : Shane Gustafson et Daniel Hynek |

| 27 décembre | Allemagne | 1-3 (0-1, 1-1, 0-1) | Finlande | Centre Canadian Tire 11 956 spectateurs |

| Feuille de match | Feuille de match                | Feuille de match | Feuille de match | Feuille de match                                                                       |
| ---------------- | ------------------------------- | ---------------- | --- | -------------------------------------------------------------------------------------- |
|                  | - Sager (Sumpf) — 27 min 24 s - | 0-1 0-2 1-2 1-3  | Pieniniemi (Helenius, Kiviharju) — 17 min 30 s Alasiurua (Uronen, Nurmi) — 25 min 10 s - Kiiskinen (hynninen, Kangas) — 58 min 43 s (CV) | Arbitrage : Mikael Holm et Mike Langin Juges de lignes : Anders Nyqvist et Dāvis Zunde |
| Vieillard        | Gardiens                        | Rimpinen         | | Arbitrage : Mikael Holm et Mike Langin Juges de lignes : Anders Nyqvist et Dāvis Zunde |
| 6 min            | Pénalités                       | 6 min            | | Arbitrage : Mikael Holm et Mike Langin Juges de lignes : Anders Nyqvist et Dāvis Zunde |
| 32               | Tirs                            | 43               | | Arbitrage : Mikael Holm et Mike Langin Juges de lignes : Anders Nyqvist et Dāvis Zunde |

| 27 décembre | Lettonie | 3-2 (TB) (0-0, 0-1, 2-1, 0-0, 1-0) | Canada | Centre Canadian Tire 17 490 spectateurs |

| Feuille de match | Feuille de match                                                                                       | Feuille de match    | Feuille de match                                                             | Feuille de match                                                                           |
| ---------------- | --- | ------------------- | ---------------------------------------------------------------------------- | ------------------------------------------------------------------------------------------ |
|                  | - Mateiko (Osmanis) — 53 min 18 s - Bulāns (Livšics, Osmanis) — 57 min 31 s (SN) Mateiko — 65 min (TB) | 0-1 1-1 1-2 2-2 3-2 | Luchanko — 23 min 28 s (IN) - Ritchie (Cowan, Beaudoin) — 54 min 22 s (SN) - | Arbitrage : Peter Stano et Michael Tscherrig Juges de lignes : Nick Briganti et Jake Davis |
| Feldbergs        | Gardiens                                                                                               | Ivankovic           |                                                                              | Arbitrage : Peter Stano et Michael Tscherrig Juges de lignes : Nick Briganti et Jake Davis |
| 10 min           | Pénalités                                                                                              | 16 min              |                                                                              | Arbitrage : Peter Stano et Michael Tscherrig Juges de lignes : Nick Briganti et Jake Davis |
| 27               | Tirs                                                                                                   | 57                  |                                                                              | Arbitrage : Peter Stano et Michael Tscherrig Juges de lignes : Nick Briganti et Jake Davis |

| 28 décembre | Lettonie | 1-5 (0-1, 0-3, 1-1) | États-Unis | Centre Canadian Tire 17 997 spectateurs |

| Feuille de match | Feuille de match                             | Feuille de match        | Feuille de match | Feuille de match                                                                             |
| ---------------- | -------------------------------------------- | ----------------------- | --- | -------------------------------------------------------------------------------------------- |
|                  | - Livšics (Diļevka, Naudiņš) — 48 min 22 s - | 0-1 0-2 0-3 0-4 1-4 1-5 | Nelson (Eiserman, Ralph) — 1 min 58 s Leonard (Hagens, Perreault) — 25 min 8 s (SN) Buium (Hagens) — 31 min 13 s Nelson (Ziemer, Eiserman) — 39 min 54 s (SN) - Plante (Stiga, Moore) — 55 min 31 s | Arbitrage : Riku Brander et Mads Frandsen Juges de lignes : Onni Hautamäki et Tommi Niittylä |
| Feldbergs        | Gardiens                                     | Slukynsky               | | Arbitrage : Riku Brander et Mads Frandsen Juges de lignes : Onni Hautamäki et Tommi Niittylä |
| 12 min           | Pénalités                                    | 10 min                  | | Arbitrage : Riku Brander et Mads Frandsen Juges de lignes : Onni Hautamäki et Tommi Niittylä |
| 26               | Tirs                                         | 41                      | | Arbitrage : Riku Brander et Mads Frandsen Juges de lignes : Onni Hautamäki et Tommi Niittylä |

| 29 décembre | États-Unis | 3-4 (pr) (1-1, 1-2, 1-0, 0-1) | Finlande | Centre Canadian Tire 16 433 spectateurs |

| Feuille de match | Feuille de match                                                                                                  | Feuille de match            | Feuille de match | Feuille de match                                                                                         |
| ---------------- | --- | --------------------------- | --- | --- |
|                  | - Terrance (Svoboda, Willis) — 14 min 20 s Hutson (Hensler) — 21 min 45 s - Ziemer (Stiga, Moore) — 43 min 26 s - | 0-1 1-1 2-1 2-2 2-3 3-3 3-4 | Alasiurua (Saarelainen) — 9 min 50 s (IN) - Kiiskinen (Pieniniemi, Helenius) — 24 min 9 s (SN) Miettinen (Halttunen, Kumpulainen) — 29 min 19 s - Uronen — 61 min 46 s | Arbitrage : Michael Campbell et Michael Tscherrig Juges de lignes : Anders Nyqvist et Tarrington Wydnzek |
| Augustine        | Gardiens | Rimpinen                    | | Arbitrage : Michael Campbell et Michael Tscherrig Juges de lignes : Anders Nyqvist et Tarrington Wydnzek |
| 12 min           | Pénalités | 8 min                       | | Arbitrage : Michael Campbell et Michael Tscherrig Juges de lignes : Anders Nyqvist et Tarrington Wydnzek |
| 33               | Tirs | 44                          | | Arbitrage : Michael Campbell et Michael Tscherrig Juges de lignes : Anders Nyqvist et Tarrington Wydnzek |

| 29 décembre | Canada | 3-0 (1-0, 0-0, 2-0) | Allemagne | Centre Canadian Tire 18 526 spectateurs |

| Feuille de match | Feuille de match                                                                                                | Feuille de match | Feuille de match | Feuille de match                                                                     |
| ---------------- | --- | ---------------- | ---------------- | ------------------------------------------------------------------------------------ |
|                  | Bonk (Cowan, Catton) — 9 min 40 s (SN) Price (Mynio, Ritchie) — 55 min 2 s Cataford (George) — 59 min 57 s (CV) | 1-0 2-0 3-0      |                  | Arbitrage : Mads Frandsen et Jan Hribik Juges de lignes : Oto Durmis et Daniel Hynek |
| George           | Gardiens | Pertuch          |                  | Arbitrage : Mads Frandsen et Jan Hribik Juges de lignes : Oto Durmis et Daniel Hynek |
| 8 min            | Pénalités | 10 min           |                  | Arbitrage : Mads Frandsen et Jan Hribik Juges de lignes : Oto Durmis et Daniel Hynek |
| 36               | Tirs | 25               |                  | Arbitrage : Mads Frandsen et Jan Hribik Juges de lignes : Oto Durmis et Daniel Hynek |

| 30 décembre | Allemagne | 3-4 (pr) (1-0, 1-1, 1-2, 0-1) | Lettonie | Centre Canadian Tire 10 920 spectateurs |

| Feuille de match | Feuille de match | Feuille de match            | Feuille de match | Feuille de match                                                                              |
| ---------------- | --- | --------------------------- | --- | --------------------------------------------------------------------------------------------- |
|                  | Seidl (Sumpf) — 19 s Tropmann (Schafer, Sumpf) — 28 min 40 s (SN) - Lewandowski (Panocha, Brandl) — 57 min 36 s (SN + JS) - | 1-0 2-0 2-1 2-2 2-3 3-3 3-4 | - Mateiko (Osmanis, Mūrnieks) — 29 min 12 s Osmanis (Bulāns, Mūrnieks) — 46 min 55 s Mūrnieks — 57 min 16 s (IN + CV) - Mateiko — 63 min 23 s | Arbitrage : Mike Langin et Peter Stano Juges de lignes : Albert Ankerstjerne et Nick Briganti |
| Vieillard        | Gardiens | Feldbergs                   | | Arbitrage : Mike Langin et Peter Stano Juges de lignes : Albert Ankerstjerne et Nick Briganti |
| 4 min            | Pénalités | 6 min                       | | Arbitrage : Mike Langin et Peter Stano Juges de lignes : Albert Ankerstjerne et Nick Briganti |
| 39               | Tirs | 22                          | | Arbitrage : Mike Langin et Peter Stano Juges de lignes : Albert Ankerstjerne et Nick Briganti |

| 31 décembre | Finlande | 3-0 (1-0, 1-0, 1-0) | Lettonie | Centre Canadian Tire 12 092 spectateurs |

| Feuille de match | Feuille de match | Feuille de match | Feuille de match | Feuille de match                                                                                   |
| ---------------- | --- | ---------------- | ---------------- | -------------------------------------------------------------------------------------------------- |
|                  | Rautiainen (Helenius, Väisänen) — 7 min 5 s Kiiskinen (Nieminen, Ruohonen) — 27 min 6 s Halttunen (Kiviharju, Rautiainen) — 42 min 5 s (SN) | 1-0 2-0 3-0      |                  | Arbitrage : Mikael Holm et Sean Macfarlane Juges de lignes : Shane Gustafson et Tarrington Wydnzek |
| Rimpinen         | Gardiens | Feldbergs        |                  | Arbitrage : Mikael Holm et Sean Macfarlane Juges de lignes : Shane Gustafson et Tarrington Wydnzek |
| 10 min           | Pénalités | 8 min            |                  | Arbitrage : Mikael Holm et Sean Macfarlane Juges de lignes : Shane Gustafson et Tarrington Wydnzek |
| 39               | Tirs | 28               |                  | Arbitrage : Mikael Holm et Sean Macfarlane Juges de lignes : Shane Gustafson et Tarrington Wydnzek |

| 31 décembre | Canada | 1-4 (0-1, 0-0, 1-3) | États-Unis | Centre Canadian Tire 18 935 spectateurs |

| Feuille de match | Feuille de match                                | Feuille de match    | Feuille de match | Feuille de match                                                                                 |
| ---------------- | ----------------------------------------------- | ------------------- | --- | ------------------------------------------------------------------------------------------------ |
|                  | - Nadeau (Yager, Molenkyk) — 41 min 58 s (SN) - | 0-1 1-1 1-2 1-3 1-4 | Hutson (Eiserman) — 13 min 2 s (SN) - Nelson (Hutson, Connelly) — 44 min 22 s (SN) Eiserman (Buium) — 53 min 21 s (SN) Leonard — 58 min 8 s (CV) | Arbitrage : Andris Ansons et Christoffer Holm Juges de lignes : Onni Hautamäki et Anders Nyqvist |
| George           | Gardiens                                        | Augustine           | | Arbitrage : Andris Ansons et Christoffer Holm Juges de lignes : Onni Hautamäki et Anders Nyqvist |
| 22 min           | Pénalités                                       | 14 min              | | Arbitrage : Andris Ansons et Christoffer Holm Juges de lignes : Onni Hautamäki et Anders Nyqvist |
| 39               | Tirs                                            | 28                  | | Arbitrage : Andris Ansons et Christoffer Holm Juges de lignes : Onni Hautamäki et Anders Nyqvist |

#### Groupe B

##### Classement
| Clt   | Équipe     | PJ | V | VP | D | DP | BP | BC | Diff | Pts |
| ----- | ---------- | -- | - | -- | - | -- | -- | -- | ---- | --- |
| +001, | Suède      | 4  | 4 | 0  | 0 | 0  | 24 | 10 | +14  | 12  |
| +002, | Tchéquie   | 4  | 3 | 0  | 1 | 0  | 25 | 9  | +16  | 9   |
| +003, | Slovaquie  | 4  | 1 | 1  | 2 | 0  | 11 | 14 | -3   | 5   |
| +004, | Suisse     | 4  | 1 | 0  | 3 | 0  | 10 | 15 | -5   | 3   |
| +005, | Kazakhstan | 4  | 0 | 0  | 3 | 1  | 8  | 30 | -22  | 1   |

- en gras, qualifié pour les quarts de finale
- en italique, joue le match de relégation

##### Matchs
| 26 décembre | Slovaquie | 2-5 (1-0, 0-2, 1-3) | Suède | TD Place Arena 4 443 spectateurs |

| Feuille de match | Feuille de match                                                                        | Feuille de match            | Feuille de match | Feuille de match                                                                                    |
| ---------------- | --------------------------------------------------------------------------------------- | --------------------------- | --- | --------------------------------------------------------------------------------------------------- |
|                  | Dvorský (Chromiak, Štrbák) — 11 min 53 s - Jenčko (Pekarčík, Štrbák) — 58 min 35 s (SN) | 1-0 1-1 1-2 1-3 1-4 1-5 2-5 | - Bergqvist (Sandin Pellikka, Granberg) — 23 min 41 s Sandin Pellikka (Unger Sörum, Willander) — 37 min 43 s (SN) Sandin Pellikka (Unger Sörum, Stenberg) — 43 min 58 s Sandin Pellikka (Stenberg, Edstrom) — 54 min 1 s Eriksson (Granberg, Hedqvist) — 55 min 29 s - | Arbitrage : Michael Campbell et Mike Langin Juges de lignes : Albert Ankerstjerne et Onni Hautamäki |
| Urban            | Gardiens                                                                                | Thelin                      | | Arbitrage : Michael Campbell et Mike Langin Juges de lignes : Albert Ankerstjerne et Onni Hautamäki |
| 6 min            | Pénalités                                                                               | 8 min                       | | Arbitrage : Michael Campbell et Mike Langin Juges de lignes : Albert Ankerstjerne et Onni Hautamäki |
| 17               | Tirs                                                                                    | 34                          | | Arbitrage : Michael Campbell et Mike Langin Juges de lignes : Albert Ankerstjerne et Onni Hautamäki |

| 26 décembre | Tchéquie | 5-1 (1-0, 2-0, 2-1) | Suisse | TD Place Arena 3 561 spectateurs |

| Feuille de match | Feuille de match | Feuille de match        | Feuille de match                                | Feuille de match                                                                            |
| ---------------- | --- | ----------------------- | ----------------------------------------------- | ------------------------------------------------------------------------------------------- |
|                  | Holinka (Galvas) — 4 min 46 s Šalé (Holinka, Galvas) — 26 min 10 s (SN) Kos (Port, Fibigr) — 27 min 28 s Štancl (Felcman, Jecho) — 44 min 31 s - Sikora (Štancl, Hradec) — 57 min 31 s | 1-0 2-0 3-0 4-0 4-1 5-1 | - Braillard (E. Meier, S. Meier) — 47 min 8 s - | Arbitrage : Andris Ansons et Mads Frandsen Juges de lignes : Nic Briganti et Anders Nyqvist |
| Hrabal           | Gardiens | Neuenschwander          |                                                 | Arbitrage : Andris Ansons et Mads Frandsen Juges de lignes : Nic Briganti et Anders Nyqvist |
| 10 min           | Pénalités | 10 min                  |                                                 | Arbitrage : Andris Ansons et Mads Frandsen Juges de lignes : Nic Briganti et Anders Nyqvist |
| 35               | Tirs | 26                      |                                                 | Arbitrage : Andris Ansons et Mads Frandsen Juges de lignes : Nic Briganti et Anders Nyqvist |

| 27 décembre | Suisse | 1-2 (0-1, 1-0, 0-1) | Slovaquie | TD Place Arena 3 672 spectateurs |

| Feuille de match | Feuille de match                    | Feuille de match | Feuille de match                                                        | Feuille de match                                                                                    |
| ---------------- | ----------------------------------- | ---------------- | ----------------------------------------------------------------------- | --------------------------------------------------------------------------------------------------- |
|                  | - Schneller (Reber) — 33 min 48 s - | 0-1 1-1 1-2      | Jenčko (Radivojevič, Dvorský) — 18 min 46 s (JS) - Chovan — 56 min 42 s | Arbitrage : Riku Brander et Kristian Vikman Juges de lignes : Albert Ankerstjerne et Tommi Niittylä |
| Kirsch           | Gardiens                            | Urban            |                                                                         | Arbitrage : Riku Brander et Kristian Vikman Juges de lignes : Albert Ankerstjerne et Tommi Niittylä |
| 4 min            | Pénalités                           | 4 min            |                                                                         | Arbitrage : Riku Brander et Kristian Vikman Juges de lignes : Albert Ankerstjerne et Tommi Niittylä |
| 29               | Tirs                                | 29               |                                                                         | Arbitrage : Riku Brander et Kristian Vikman Juges de lignes : Albert Ankerstjerne et Tommi Niittylä |

| 27 décembre | Suède | 8-1 (5-0, 1-1, 2-0) | Kazakhstan | TD Place Arena 3 574 spectateurs |

| Feuille de match | Feuille de match | Feuille de match                    | Feuille de match                             | Feuille de match                                                                             |
| ---------------- | --- | ----------------------------------- | -------------------------------------------- | -------------------------------------------------------------------------------------------- |
|                  | Eklund (Willander, Wahlberg) — 5 min 53 s Edstrom (Gustafsson, Hallquisth) — 9 min 20 s Eriksson (Granberg, Hedqvist) — 11 min 58 s Nilsson (Hurtig, Wahlberg) — 13 min 36 s Wahlberg (Forsfjäll, Eklund) — 19 min 47 s Wahlberg (Lindstein, Stenberg) — 32 min 18 s (SN) - Vuollet (Forsfjäll, Gustafsson) — 45 min 24 s Granberg — 48 min 44 s | 1-0 2-0 3-0 4-0 5-0 6-0 6-1 7-1 8-1 | - Gross (Sitnikov, Orazov) — 37 min 28 s - - | Arbitrage : Michael Campbell et Jan Hribik Juges de lignes : Shane Gustafson et Daniel Hynek |
| Gidlöf           | Gardiens | Nikitin                             |                                              | Arbitrage : Michael Campbell et Jan Hribik Juges de lignes : Shane Gustafson et Daniel Hynek |
| 4 min            | Pénalités | 6 min                               |                                              | Arbitrage : Michael Campbell et Jan Hribik Juges de lignes : Shane Gustafson et Daniel Hynek |
| 52               | Tirs | 16                                  |                                              | Arbitrage : Michael Campbell et Jan Hribik Juges de lignes : Shane Gustafson et Daniel Hynek |

| 28 décembre | Kazakhstan | 2-14 (1-4, 0-8, 1-2) | Tchéquie | TD Place Arena 3 058 spectateurs |

| Feuille de match                             | Feuille de match                                                                              | Feuille de match                                                      | Feuille de match | Feuille de match                                                                                |
| -------------------------------------------- | --------------------------------------------------------------------------------------------- | --------------------------------------------------------------------- | --- | ----------------------------------------------------------------------------------------------- |
|                                              | - Liapunov (Simonov, Beisembaev) — 18 min 34 s (SN) - Kim (Ruslanūly, Orazov) — 41 min 29 s - | 0-1 0-2 0-3 0-4 1-4 1-5 1-6 1-7 1-8 1-9 1-10 1-11 1-12 2-12 2-13 2-14 | Maštalířský (Fibigr, Šalé) — 5 min 45 s Sikora (Štancl) — 5 min 51 s Dvořák (Šalé, Felcman) — 11 min 1 s Hradec (Port, Fibigr) — 14 min 45 s - Jecho (Port, Čihař) — 22 min 54 s Maštalířský — 24 min 10 s Štancl (Sikora, Hradec) — 25 min 9 s Maštalířský (Petr, Fibigr) — 27 min 25 s Štancl (Hradec) — 29 min 17 s Novotný — 29 min 32 s Hradec (Sikora) — 31 min 35 s Čihař (Port, Fibigr) — 32 min 5 s - Štancl (Husinecký) — 58 min 18 s Hradec (Štancl) — 58 min 49 s | Arbitrage : Andris Ansons et Kristian Vikman Juges de lignes : Oto Durmis et Tarrington Wyonzek |
| Nikitin (44 min 9 s) Dudarkiev (15 min 51 s) | Gardiens                                                                                      | Kavan                                                                 | | Arbitrage : Andris Ansons et Kristian Vikman Juges de lignes : Oto Durmis et Tarrington Wyonzek |
| 8 min                                        | Pénalités                                                                                     | 6 min                                                                 | | Arbitrage : Andris Ansons et Kristian Vikman Juges de lignes : Oto Durmis et Tarrington Wyonzek |
| 18                                           | Tirs                                                                                          | 36                                                                    | | Arbitrage : Andris Ansons et Kristian Vikman Juges de lignes : Oto Durmis et Tarrington Wyonzek |

| 29 décembre | Suisse | 5-7 (1-3, 0-3, 4-1) | Suède | TD Place Arena 5 756 spectateurs |

| Feuille de match                        | Feuille de match | Feuille de match                                | Feuille de match | Feuille de match                                                                            |
| --------------------------------------- | --- | ----------------------------------------------- | --- | ------------------------------------------------------------------------------------------- |
|                                         | - Gruber (Antenen, Bünzli) — 12 min 18 s - Gruber (Muggli, Dorthe) — 44 min 21 s (SN) - Braillard (Muggli, Graf) — 51 min 17 s (SN) Kaderli (Muggli, Gruber) — 54 min 16 s (SN) Braillard (Kaderli) — 59 min 47 s (SN) | 0-1 1-1 1-2 1-3 1-4 1-5 1-6 2-6 2-7 3-7 4-7 5-7 | Willander (Sandin Pellikka, Unger Sörum) — 6 min 52 s (SN) - Forsfjäll (Hedqvist, Granberg) — 13 min 15 s Stenberg (Lindstein, Nilsson) — 18 min 52 s (SN) Granberg (Hedqvist, Forsfjäll) — 24 min 52 s Willander (Unger Sörum, Edstrom) — 28 min 52 s (SN) Eklund (Sandin Pellikka, Willander) — 39 min 48 s - Sandin Pelikka (Eklund, Johnson) — 49 min 44 s (SN) - | Arbitrage : Sean Macfarlane et Peter Stano Juges de lignes : Shane Gustafson et Dāvis Zunde |
| Neuenschwander (20 min) Kirsch (40 min) | Gardiens | Thelin                                          | | Arbitrage : Sean Macfarlane et Peter Stano Juges de lignes : Shane Gustafson et Dāvis Zunde |
| 18 min                                  | Pénalités | 18 min                                          | | Arbitrage : Sean Macfarlane et Peter Stano Juges de lignes : Shane Gustafson et Dāvis Zunde |
| 35                                      | Tirs | 36                                              | | Arbitrage : Sean Macfarlane et Peter Stano Juges de lignes : Shane Gustafson et Dāvis Zunde |

| 29 décembre | Tchéquie | 4-2 (2-0, 1-1, 1-1) | Slovaquie | TD Place Arena 5 099 spectateurs |

| Feuille de match | Feuille de match | Feuille de match        | Feuille de match                                                                          | Feuille de match                                                                           |
| ---------------- | --- | ----------------------- | ----------------------------------------------------------------------------------------- | ------------------------------------------------------------------------------------------ |
|                  | Hradec (Maštalířský) — 11 min 12 s (IN) Šimek (Jecho, Židlický) — 15 min 10 s - Šalé (Maštalířský, Jiříček) — 37 min 21 s Šalé (Holinka, Galvas) — 48 min 48 s (SN) - | 1-0 2-0 2-1 3-1 4-1 4-2 | - Císar (Kralovic, Chovan) — 30 min 48 s - Dvorský (Štrbák, Vojtech) — 54 min 52 s (2 SN) | Arbitrage : Christoffer Holm et Mikael Holm Juges de lignes : Jake Davis et Onni Hautamäki |
| Hrabel           | Gardiens | Lendak                  |                                                                                           | Arbitrage : Christoffer Holm et Mikael Holm Juges de lignes : Jake Davis et Onni Hautamäki |
| 37 min           | Pénalités | 10 min                  |                                                                                           | Arbitrage : Christoffer Holm et Mikael Holm Juges de lignes : Jake Davis et Onni Hautamäki |
| 26               | Tirs | 27                      |                                                                                           | Arbitrage : Christoffer Holm et Mikael Holm Juges de lignes : Jake Davis et Onni Hautamäki |

| 30 décembre | Slovaquie | 5-4 (pr) (3-0, 1-2, 0-2, 1-0) | Kazakhstan | TD Place Arena 2 790 spectateurs |

| Feuille de match | Feuille de match | Feuille de match                | Feuille de match | Feuille de match                                                                                 |
| ---------------- | --- | ------------------------------- | --- | ------------------------------------------------------------------------------------------------ |
|                  | Dvorský (Jenčko) — 8 min 7 s Dvorský (Pekarčík, Radivojevič) — 13 min 19 s Pekarčík (Dvorský, Štrbák) — 19 min 51 s (SN) - Pekarčík (Dvorský, Jenčko) — 32 min 36 s - Štrbák (Pekarčík, Pobežal) — 62 min 55 s | 1-0 2-0 3-0 3-1 4-1 4-2 4-3 5-4 | - Gross — 22 min 2 s - Sarkenov (Älibek, Reşetko) — 36 min 14 s Nurkenov — 56 min 37 s (IN) Liapunov — 59 min 31 s (IN) - | Arbitrage : Sean Macfarlane et Michael Tscherrig Juges de lignes : Tommi Niittylä et Dāvis Zunde |
| Urban            | Gardiens | Nikitin                         | | Arbitrage : Sean Macfarlane et Michael Tscherrig Juges de lignes : Tommi Niittylä et Dāvis Zunde |
| 8 min            | Pénalités | 33 min                          | | Arbitrage : Sean Macfarlane et Michael Tscherrig Juges de lignes : Tommi Niittylä et Dāvis Zunde |
| 42               | Tirs | 17                              | | Arbitrage : Sean Macfarlane et Michael Tscherrig Juges de lignes : Tommi Niittylä et Dāvis Zunde |

| 31 décembre | Kazakhstan | 1-3 (1-1, 0-1, 0-1) | Suisse | TD Place Arena 2 900 spectateurs |

| Feuille de match | Feuille de match                              | Feuille de match | Feuille de match | Feuille de match                                                                              |
| ---------------- | --------------------------------------------- | ---------------- | --- | --------------------------------------------------------------------------------------------- |
|                  | - Lyapunov (Ruslanuly, Orazov) — 6 min 10 s - | 0-1 1-1 1-2 1-3  | S. Meier (Schneller, Johnson) — 1 min 41 s (SN) - Antenen — 37 min 18 s Johnson (S. Meier, Schneller) — 48 min 59 s (SN) | Arbitrage : Michael Campbell et Mads Frandsen Juges de lignes : Nick Briganti et Daniel Hynek |
| Nikitin          | Gardiens                                      | Kirsch           | | Arbitrage : Michael Campbell et Mads Frandsen Juges de lignes : Nick Briganti et Daniel Hynek |
| 14 min           | Pénalités                                     | 8 min            | | Arbitrage : Michael Campbell et Mads Frandsen Juges de lignes : Nick Briganti et Daniel Hynek |
| 12               | Tirs                                          | 35               | | Arbitrage : Michael Campbell et Mads Frandsen Juges de lignes : Nick Briganti et Daniel Hynek |

| 31 décembre | Suède | 4-2 (0-0, 4-1, 0-1) | Tchéquie | TD Place Arena 6 138 spectateurs |

| Feuille de match | Feuille de match | Feuille de match        | Feuille de match                                                       | Feuille de match                                                                |
| ---------------- | --- | ----------------------- | ---------------------------------------------------------------------- | ------------------------------------------------------------------------------- |
|                  | Traff (Lindstein, Nilsson — 21 min 52 s (SN) Traff (Wahlberg, Stenberg) — 27 min 18 s - Unger Sörum (Stenberg, Sandin Pellikka) — 38 min 17 s Wahlberg (Nilsson, Eklund) — 38 min 47 s - | 1-0 2-0 2-1 3-1 4-1 4-2 | - Sikora (Jecho, Jiříček) — 31 min 57 s (SN) - Šalé — 40 min 34 s (TP) | Arbitrage : Riku Brander et Kristian Juges de lignes : Jake Davis et Oto Durmis |
| Thelin           | Gardiens | Hrabal                  |                                                                        | Arbitrage : Riku Brander et Kristian Juges de lignes : Jake Davis et Oto Durmis |
| 4 min            | Pénalités | 14 min                  |                                                                        | Arbitrage : Riku Brander et Kristian Juges de lignes : Jake Davis et Oto Durmis |
| 41               | Tirs | 30                      |                                                                        | Arbitrage : Riku Brander et Kristian Juges de lignes : Jake Davis et Oto Durmis |

### Match de relégation
Le gagnant du match est maintenu dans la division élite tandis que le perdant est relégué en Division IA.
| 2 janvier | Allemagne | 4-3 (1-2, 2-1, 1-0) | Kazakhstan | Centre Canadian Tire 6 177 spectateurs |

| Feuille de match | Feuille de match | Feuille de match            | Feuille de match                                                                                        | Feuille de match                                                                                      |
| ---------------- | --- | --------------------------- | --- | --- |
|                  | - Schafer (Maul) — 4 min 41 s - Schafer (Sumpf, Samanski) — 23 min 58 s (2 SN) Tropmann (Seidl, Sumpf) — 24 min 19 s (SN) Sumpf (Tropmann) — 44 min 3 s (SN) | 0-1 1-1 1-2 1-3 2-3 3-3 4-3 | Ruslanūly (Orazov) — 4 min 33 s - Sitnikov (Migunov, Gross) — 17 min 46 s Gross (Kankin) — 22 min 2 s - | Arbitrage : Andris Ansons et Michael Tscherrig Juges de lignes : Anders Nyqvist et Tarrington Wyonzek |
| Vieillard        | Gardiens | Nikitin                     | | Arbitrage : Andris Ansons et Michael Tscherrig Juges de lignes : Anders Nyqvist et Tarrington Wyonzek |
| 6 min            | Pénalités | 18 min                      | | Arbitrage : Andris Ansons et Michael Tscherrig Juges de lignes : Anders Nyqvist et Tarrington Wyonzek |
| 22               | Tirs | 31                          | | Arbitrage : Andris Ansons et Michael Tscherrig Juges de lignes : Anders Nyqvist et Tarrington Wyonzek |

### Tour final
Les équipes gagnantes seront réaffectées pour les demi-finales selon le classement suivant :
1. position dans le groupe ;
2. plus grand nombre de points ;
3. meilleure différence de buts ;
4. plus grand nombre de buts marqués ;
5. meilleur classement lors du précèdent championnat du monde.

| # | Équipe     | Gr | Pos. | Pts | Diff | BM | IIHF |
| - | ---------- | -- | ---- | --- | ---- | -- | ---- |
| 1 | Suède      | B  | 1    | 12  | +14  | 24 | 2    |
| 2 | États-Unis | A  | 1    | 10  | +12  | 22 | 1    |
| 3 | Tchéquie   | B  | 2    | 9   | +16  | 25 | 3    |
| 4 | Finlande   | A  | 2    | 8   | +2   | 10 | 4    |
| 5 | Canada     | A  | 3    | 7   | +3   | 10 | 5    |
| 6 | Slovaquie  | B  | 3    | 5   | -3   | 11 | 6    |
| 7 | Lettonie   | A  | 4    | 4   | -5   | 8  | 7    |
| 8 | Suisse     | B  | 4    | 3   | -5   | 10 | 8    |

- équipes qualifiées en demi-finale

#### Tableau
Légende
- Pr : prolongations
- TB : Tirs de barrage

|  | Quarts de finale                | Quarts de finale          | Quarts de finale                | Quarts de finale          |          |            | Demi-finales                    | Demi-finales                    | Demi-finales                    | Demi-finales                    |                                 |                                 | Finale                          | Finale                          | Finale                          | Finale                          |
|  |                                 |                           |                                 |                           |          |            |                                 |                                 |                                 |                                 |                                 |                                 |                                 |                                 |                                 |                                 |
|  | 2 janvier, TD Place Arena       | 2 janvier, TD Place Arena | 2 janvier, TD Place Arena       | 2 janvier, TD Place Arena |          |            | 4 janvier, Centre Canadian Tire | 4 janvier, Centre Canadian Tire | 4 janvier, Centre Canadian Tire | 4 janvier, Centre Canadian Tire |                                 |                                 | 5 janvier, Centre Canadian Tire | 5 janvier, Centre Canadian Tire | 5 janvier, Centre Canadian Tire | 5 janvier, Centre Canadian Tire |
|  | 2 janvier, TD Place Arena       | 2 janvier, TD Place Arena | 2 janvier, TD Place Arena       | 2 janvier, TD Place Arena |          |            | 4 janvier, Centre Canadian Tire | 4 janvier, Centre Canadian Tire | 4 janvier, Centre Canadian Tire | 4 janvier, Centre Canadian Tire |                                 |                                 | 5 janvier, Centre Canadian Tire | 5 janvier, Centre Canadian Tire | 5 janvier, Centre Canadian Tire | 5 janvier, Centre Canadian Tire |
|  | 1B                              | Suède                     | 3                               | 3                         |          |            | 4 janvier, Centre Canadian Tire | 4 janvier, Centre Canadian Tire | 4 janvier, Centre Canadian Tire | 4 janvier, Centre Canadian Tire |                                 |                                 | 5 janvier, Centre Canadian Tire | 5 janvier, Centre Canadian Tire | 5 janvier, Centre Canadian Tire | 5 janvier, Centre Canadian Tire |
|  | 1B                              | Suède                     | 3                               | 3                         |          |            | 4 janvier, Centre Canadian Tire | 4 janvier, Centre Canadian Tire | 4 janvier, Centre Canadian Tire | 4 janvier, Centre Canadian Tire |                                 |                                 | 5 janvier, Centre Canadian Tire | 5 janvier, Centre Canadian Tire | 5 janvier, Centre Canadian Tire | 5 janvier, Centre Canadian Tire |
|  | 4A                              | Lettonie                  | 2                               | 2                         |          |            | 4 janvier, Centre Canadian Tire | 4 janvier, Centre Canadian Tire | 4 janvier, Centre Canadian Tire | 4 janvier, Centre Canadian Tire |                                 |                                 | 5 janvier, Centre Canadian Tire | 5 janvier, Centre Canadian Tire | 5 janvier, Centre Canadian Tire | 5 janvier, Centre Canadian Tire |
|  | 4A                              | Lettonie                  | 2                               | 2                         | 1        | Suède      | 3                               | 3                               |                                 |                                 |                                 |                                 | 5 janvier, Centre Canadian Tire | 5 janvier, Centre Canadian Tire | 5 janvier, Centre Canadian Tire | 5 janvier, Centre Canadian Tire |
|  | 2 janvier, TD Place Arena       |                           |                                 |                           | 1        | Suède      | 3                               | 3                               |                                 |                                 |                                 |                                 | 5 janvier, Centre Canadian Tire | 5 janvier, Centre Canadian Tire | 5 janvier, Centre Canadian Tire | 5 janvier, Centre Canadian Tire |
|  |                                 |                           | 4                               | Finlande                  | 4 Pr     | 4 Pr       |                                 |                                 |                                 |                                 |                                 |                                 | 5 janvier, Centre Canadian Tire | 5 janvier, Centre Canadian Tire | 5 janvier, Centre Canadian Tire | 5 janvier, Centre Canadian Tire |
|  | 2A                              | Finlande                  | 4                               | Finlande                  | 4 Pr     | 4 Pr       | 5                               | 5                               |                                 |                                 |                                 |                                 | 5 janvier, Centre Canadian Tire | 5 janvier, Centre Canadian Tire | 5 janvier, Centre Canadian Tire | 5 janvier, Centre Canadian Tire |
|  | 2A                              | Finlande                  | 4 janvier, Centre Canadian Tire |                           |          |            | 5                               | 5                               |                                 |                                 |                                 |                                 | 5 janvier, Centre Canadian Tire | 5 janvier, Centre Canadian Tire | 5 janvier, Centre Canadian Tire | 5 janvier, Centre Canadian Tire |
|  | 3B                              | Slovaquie                 | 3                               | 3                         |          |            |                                 |                                 |                                 |                                 |                                 |                                 | 5 janvier, Centre Canadian Tire | 5 janvier, Centre Canadian Tire | 5 janvier, Centre Canadian Tire | 5 janvier, Centre Canadian Tire |
|  | 3B                              | Slovaquie                 | 3                               | 3                         | Finlande | Finlande   | 3                               | 3                               |                                 |                                 |                                 |                                 |                                 |                                 |                                 |                                 |
|  | 2 janvier, Centre Canadian Tire |                           |                                 |                           | Finlande | Finlande   | 3                               | 3                               |                                 |                                 |                                 |                                 |                                 |                                 |                                 |                                 |
|  |                                 |                           | États-Unis                      | États-Unis                | 4 Pr     | 4 Pr       |                                 |                                 |                                 |                                 |                                 |                                 |                                 |                                 |                                 |                                 |
|  | 1A                              | États-Unis                | États-Unis                      | États-Unis                | 4 Pr     | 4 Pr       | 7                               | 7                               |                                 |                                 |                                 |                                 |                                 |                                 |                                 |                                 |
|  | 1A                              | États-Unis                |                                 |                           |          |            |                                 |                                 |                                 |                                 |                                 |                                 |                                 |                                 |                                 |                                 |
|  | 4B                              | Suisse                    | 2                               | 2                         |          |            |                                 |                                 |                                 |                                 |                                 |                                 |                                 |                                 |                                 |                                 |
|  | 4B                              | Suisse                    | 2                               | 2                         | 2        | États-Unis | 4                               | 4                               | Match pour la troisième place   | Match pour la troisième place   | Match pour la troisième place   | Match pour la troisième place   |                                 |                                 |                                 |                                 |
|  | 2 janvier, Centre Canadian Tire |                           |                                 |                           | 2        | États-Unis | 4                               | 4                               | Match pour la troisième place   | Match pour la troisième place   | Match pour la troisième place   | Match pour la troisième place   |                                 |                                 |                                 |                                 |
|  |                                 |                           | 3                               | Tchéquie                  | 1        | 1          |                                 |                                 | 5 janvier, Centre Canadian Tire | 5 janvier, Centre Canadian Tire | 5 janvier, Centre Canadian Tire | 5 janvier, Centre Canadian Tire |                                 |                                 |                                 |                                 |
|  | 2B                              | Tchéquie                  | 3                               | Tchéquie                  | 1        | 1          | 4                               | 4                               | 5 janvier, Centre Canadian Tire | 5 janvier, Centre Canadian Tire | 5 janvier, Centre Canadian Tire | 5 janvier, Centre Canadian Tire |                                 |                                 |                                 |                                 |
|  | 2B                              | Tchéquie                  |                                 |                           |          |            |                                 | 4                               |                                 |                                 | Suède                           | Suède                           | 2                               | 2                               |                                 |                                 |
|  | 3A                              | Canada                    | 3                               | 3                         |          |            |                                 |                                 |                                 |                                 | Suède                           | Suède                           | 2                               | 2                               |                                 |                                 |
|  | 3A                              | Canada                    | 3                               | 3                         | Tchéquie | Tchéquie   | 3 TB                            | 3 TB                            |                                 |                                 |                                 |                                 |                                 |                                 |                                 |                                 |
|  |                                 |                           |                                 |                           |          |            |                                 |                                 |                                 |                                 |                                 |                                 |                                 |                                 |                                 |                                 |

#### Quarts de finale
| 2 janvier | Suède | 3-2 (2-0, 1-2, 0-0) | Lettonie | TD Place Arena 5 033 spectateurs |

| Feuille de match | Feuille de match | Feuille de match    | Feuille de match                                                                             | Feuille de match                                                                             |
| ---------------- | --- | ------------------- | -------------------------------------------------------------------------------------------- | -------------------------------------------------------------------------------------------- |
|                  | Forsfjäll (Bergqvist) — 8 min 30 s Wahlberg (Sandin Pellikka, Nilsson) — 9 min 52 s Edstrom (Eklund, Unger Sörum) — 23 min 57 s (SN) - | 1-0 2-0 3-0 3-1 3-2 | - Mateiko (Sieradzkis, Uljanskis) — 30 min 13 s Mateiko (Mūrnieks, Sieradzkis) — 38 min 50 s | Arbitrage : Mike Langin et Kristian Vikman Juges de lignes : Shane Gustafson et Daniel Hynek |
| Thelin           | Gardiens | Feldbergs           |                                                                                              | Arbitrage : Mike Langin et Kristian Vikman Juges de lignes : Shane Gustafson et Daniel Hynek |
| 4 min            | Pénalités | 8 min               |                                                                                              | Arbitrage : Mike Langin et Kristian Vikman Juges de lignes : Shane Gustafson et Daniel Hynek |
| 50               | Tirs | 13                  |                                                                                              | Arbitrage : Mike Langin et Kristian Vikman Juges de lignes : Shane Gustafson et Daniel Hynek |

| 2 janvier | États-Unis | 7-2 (4-1, 3-0, 0-1) | Suisse | Centre Canadian Tire 12 772 spectateurs |

| Feuille de match | Feuille de match | Feuille de match                                  | Feuille de match                                                                  | Feuille de match                                                                  |
| ---------------- | --- | ------------------------------------------------- | --------------------------------------------------------------------------------- | --------------------------------------------------------------------------------- |
|                  | Svoboda — 6 min 39 s Hagens (Moore, Ziemer) — 8 min 23 s Leonard — 11 min 35 s - Nelson (Moore, Ziemer) — 16 min 44 s (SN) Buium (Perreault) — 27 min 45 s Hagens (Perreault, Kleber) — 35 min 3 s Leonard (Perreault, Buium) — 36 min 23 s (SN) - | 1-0 2-0 3-0 3-1 4-1 5-1 6-1 7-1 7-2               | - Rhyn (Reber) — 15 min 4 s (IN) - Kaderli (Gruber, Braillard) — 46 min 53 s (SN) | Arbitrage : Jan Hribik et Peter Stano Juges de lignes : Oto Durmis et Dāvis Zunde |
| Slukynsky        | Gardiens | Kirsch (11 min 44 s) Neuenschwander (48 min 16 s) |                                                                                   | Arbitrage : Jan Hribik et Peter Stano Juges de lignes : Oto Durmis et Dāvis Zunde |
| 6 min            | Pénalités | 8 min                                             |                                                                                   | Arbitrage : Jan Hribik et Peter Stano Juges de lignes : Oto Durmis et Dāvis Zunde |
| 31               | Tirs | 19                                                |                                                                                   | Arbitrage : Jan Hribik et Peter Stano Juges de lignes : Oto Durmis et Dāvis Zunde |

| 2 janvier | Finlande | 5-3 (3-0, 1-1, 1-2) | Slovaquie | TD Place Arena 6 427 spectateurs |

| Feuille de match | Feuille de match | Feuille de match                        | Feuille de match | Feuille de match                                                                                |
| ---------------- | --- | --------------------------------------- | --- | ----------------------------------------------------------------------------------------------- |
|                  | Kiiskinen (Nurmi, Ruohonen) — 1 min 10 s Nurmi (Kiiskinen, Nieminen) — 3 min 54 s Halttunen (Kiviharju, Rautiainen) — 13 min 3 s - Kumpulainen (Rautiainen, Jokinen) — 35 min 53 s - Nurmi (Ruohonen, Miettinen) — 58 min 1 s | 1-0 2-0 3-0 3-1 4-1 4-2 4-3 5-3         | - Pekarčík (Dvorský, Štrbák) — 30 min 15 s (SN) - Feder (Kukumberg) — 49 min 13 s Dvorský (Pekarčík, Kralovic) — 56 min 4 s - | Arbitrage : Mads Frandsen et Mikael Holm Juges de lignes : Albert Ankerstjerne et Nick Briganti |
| Rimpinen         | Gardiens | Lendak (13 min 3 s) Urban (44 min 35 s) | | Arbitrage : Mads Frandsen et Mikael Holm Juges de lignes : Albert Ankerstjerne et Nick Briganti |
| 33 min           | Pénalités | 6 min                                   | | Arbitrage : Mads Frandsen et Mikael Holm Juges de lignes : Albert Ankerstjerne et Nick Briganti |
| 18               | Tirs | 36                                      | | Arbitrage : Mads Frandsen et Mikael Holm Juges de lignes : Albert Ankerstjerne et Nick Briganti |

| 2 janvier | Tchéquie | 4-3 (3-1, 0-1, 1-1) | Canada | Centre Canadian Tire 18 254 spectateurs |

| Feuille de match | Feuille de match | Feuille de match            | Feuille de match | Feuille de match                                                                           |
| ---------------- | --- | --------------------------- | --- | ------------------------------------------------------------------------------------------ |
|                  | Sikora (Hradec) — 43 s - Štancl (Jecho, Jiříček) — 12 min 45 s (SN) Šalé (Maštalířský, Galvas) — 19 min 57 s - Jecho (Jiříček, Sikora) — 59 min 20 s (SN) | 1-0 1-1 2-1 3-1 3-2 3-3 4-3 | - Howe (Yager) — 10 min 17 s (IN) - Martone (Molendyk, Yager) — 37 min 40 s (SN) Nadeau (Pinelli, Dickinson) — 55 min 42 s - | Arbitrage : Riku Brander et Sean Macfarlane Juges de lignes : Jake Davis et Tommi Niittylä |
| Hrabal           | Gardiens | George                      | | Arbitrage : Riku Brander et Sean Macfarlane Juges de lignes : Jake Davis et Tommi Niittylä |
| 10 min           | Pénalités | 55 min                      | | Arbitrage : Riku Brander et Sean Macfarlane Juges de lignes : Jake Davis et Tommi Niittylä |
| 26               | Tirs | 32                          | | Arbitrage : Riku Brander et Sean Macfarlane Juges de lignes : Jake Davis et Tommi Niittylä |

#### Demi-finales
| 4 janvier | Suède | 3-4 (pr) (0-0, 2-3, 1-0, 0-1) | Finlande | Centre Canadian Tire 13 642 spectateurs |

| Feuille de match | Feuille de match | Feuille de match            | Feuille de match | Feuille de match                                                                                |
| ---------------- | --- | --------------------------- | --- | ----------------------------------------------------------------------------------------------- |
|                  | Stenberg (Bergqvist) — 21 min 22 s - Stenberg (Lindstein, Nilsson) — 38 min 7 s (SN) - Hallquisth (Gustafsson, Unger Sörum) — 51 min 32 s - | 1-0 1-1 1-2 2-2 2-3 3-3 3-4 | - Hemming (Helenius, Hynninen) — 24 min 32 s Kiiskinen (Hynninen, Helenius) — 33 min 28 s (SN) - Alasiurua (Hemming, Helenius) — 39 min 39 s - Rautiainen (Helenius, Halttunen) — 69 min 22 s (SN) | Arbitrage : Michael Campbell et Sean Macfarlane Juges de lignes : Nick Briganti et Daniel Hynek |
| Thelin           | Gardiens | Rimpinen                    | | Arbitrage : Michael Campbell et Sean Macfarlane Juges de lignes : Nick Briganti et Daniel Hynek |
| 10 min           | Pénalités | 8 min                       | | Arbitrage : Michael Campbell et Sean Macfarlane Juges de lignes : Nick Briganti et Daniel Hynek |
| 46               | Tirs | 35                          | | Arbitrage : Michael Campbell et Sean Macfarlane Juges de lignes : Nick Briganti et Daniel Hynek |

| 4 janvier | États-Unis | 4-1 (1-1, 1-0, 2-0) | Tchéquie | Centre Canadian Tire 14 191 spectateurs |

| Feuille de match | Feuille de match | Feuille de match    | Feuille de match        | Feuille de match                                                                                   |
| ---------------- | --- | ------------------- | ----------------------- | -------------------------------------------------------------------------------------------------- |
|                  | Perreault (Leonard, Minnetian) — 3 min 14 s - Eiserman (Connelly, Hutson) — 33 min 41 s (SN) Leonard (Perreault, Minnetian) — 55 min 33 s Moore (Nelson, Svoboda) — 58 min 53 s (SN + CV) | 1-0 1-1 2-1 3-1 4-1 | - Stancl — 9 min 28 s - | Arbitrage : Christoffer Holm et Mike Langin Juges de lignes : Onni Hautamäki et Tarrington Wyonzek |
| Augustine        | Gardiens | Hrabal              |                         | Arbitrage : Christoffer Holm et Mike Langin Juges de lignes : Onni Hautamäki et Tarrington Wyonzek |
| 6 min            | Pénalités | 8 min               |                         | Arbitrage : Christoffer Holm et Mike Langin Juges de lignes : Onni Hautamäki et Tarrington Wyonzek |
| 25               | Tirs | 27                  |                         | Arbitrage : Christoffer Holm et Mike Langin Juges de lignes : Onni Hautamäki et Tarrington Wyonzek |

#### Match pour la troisième place
| 5 janvier | Suède | 2-3 (TB) (1-1, 1-1, 0-0, 0-0, 0-1) | Tchéquie | Centre Canadian Tire 11 393 spectateurs |

| Feuille de match | Feuille de match                                                                                              | Feuille de match    | Feuille de match                                                                              | Feuille de match                                                                                |
| ---------------- | --- | ------------------- | --------------------------------------------------------------------------------------------- | ----------------------------------------------------------------------------------------------- |
|                  | - Edstrom (Unger Sörum, Sandin-Pellikka) — 12 min 31 s (SN) - Edstrom (Unger Sörum, Wahlberg) — 35 min 40 s - | 0-1 1-1 1-2 2-2 2-3 | Štancl (Jecho, Jiříček) — 3 min 47 s (SN) - Šalé (Holinka) — 29 min 27 s - Šalé — 70 min (TB) | Arbitrage : Andris Ansons et Mike Langin Juges de lignes : Tommi Niittylä et Tarrington Wyonzek |
| Gidlöf           | Gardiens | Hrabal              |                                                                                               | Arbitrage : Andris Ansons et Mike Langin Juges de lignes : Tommi Niittylä et Tarrington Wyonzek |
| 2 min            | Pénalités | 6 min               |                                                                                               | Arbitrage : Andris Ansons et Mike Langin Juges de lignes : Tommi Niittylä et Tarrington Wyonzek |
| 34               | Tirs | 33                  |                                                                                               | Arbitrage : Andris Ansons et Mike Langin Juges de lignes : Tommi Niittylä et Tarrington Wyonzek |

#### Finale
| 5 janvier | États-Unis | 4-3 (pr) (1-2, 2-1, 0-0, 1-0) | Finlande | Centre Canadian Tire 16 822 spectateurs |

| Feuille de match | Feuille de match | Feuille de match            | Feuille de match | Feuille de match                                                                                |
| ---------------- | --- | --------------------------- | --- | ----------------------------------------------------------------------------------------------- |
|                  | - Hagens (Leonard, Perreault) — 12 min 4 s - Svoboda (Hutson, Plante) — 37 min 38 s Hutson (Buium, Leonard) — 39 min 31 s Stiga (Buium, Ziemer) — 68 min 4 s | 0-1 1-1 1-2 1-3 2-3 3-3 4-3 | Kiiskinen (Hemming, Hynninen) — 7 min 13 s (SN) - Uronen (Alasiurua, Hemming) — 13 min 3 s Pieniniemi (Nurmi, Ruohonen) — 24 min 52 s - | Arbitrage : Christoffer Holm et Michael Campbell Juges de lignes : Jake Davis et Onni Hautamäki |
| Augustine        | Gardiens | Rimpinen                    | | Arbitrage : Christoffer Holm et Michael Campbell Juges de lignes : Jake Davis et Onni Hautamäki |
| 4 min            | Pénalités | 2 min                       | | Arbitrage : Christoffer Holm et Michael Campbell Juges de lignes : Jake Davis et Onni Hautamäki |
| 40               | Tirs | 24                          | | Arbitrage : Christoffer Holm et Michael Campbell Juges de lignes : Jake Davis et Onni Hautamäki |

### Classement final
| Place              | Équipe     | Résultat final             |
| ------------------ | ---------- | -------------------------- |
| Médaille d'or      | États-Unis | Champion du monde          |
| Médaille d'argent  | Finlande   | Vice-champion du monde     |
| Médaille de bronze | Tchéquie   | Troisième place            |
| 4                  | Suède      | Quatrième place            |
| 5                  | Canada     | Éliminé en quart de finale |
| 6                  | Slovaquie  | Éliminé en quart de finale |
| 7                  | Lettonie   | Éliminé en quart de finale |
| 8                  | Suisse     | Éliminé en quart de finale |
| 9                  | Allemagne  |                            |
| 10                 | Kazakhstan | Relégué en Division IA     |

### Récompenses individuelles
| Poste      | Joueurs              |
| ---------- | -------------------- |
| Gardien    | Petteri Rimpinen     |
| Défenseurs | Cole Hutson          |
| Défenseurs | Axel Sandin Pellikka |
| Attaquants | Ryan Leonard         |
| Attaquants | Gabriel Perreault    |
| Attaquants | Jakub Štancl         |
| MVP        | Ryan Leonard         |

| Poste     | Joueurs              |
| --------- | -------------------- |
| Gardien   | Petteri Rimpinen     |
| Défenseur | Axel Sandin Pellikka |
| Attaquant | Ryan Leonard         |

### Statistiques individuelles
| Clt | Joueur               | Équipe     | PJ | B | A | Pts | Pun | +/- |
| --- | -------------------- | ---------- | -- | - | - | --- | --- | --- |
| 1   | Cole Hutson          | États-Unis | 7  | 3 | 8 | 11  | 2   | +11 |
| 2   | Jakub Štancl         | Tchéquie   | 7  | 7 | 3 | 10  | 0   | +6  |
| 3   | Ryan Leonard         | États-Unis | 7  | 5 | 5 | 10  | 12  | +10 |
| 4   | Axel Sandin Pellikka | Suède      | 7  | 4 | 6 | 10  | 6   | +8  |
| 5   | Gabriel Perreault    | États-Unis | 7  | 3 | 7 | 10  | 0   | +10 |
| 6   | Felix Unger Sörum    | Suède      | 7  | 1 | 9 | 10  | 0   | +5  |
| 7   | Dalibor Dvorský      | Slovaquie  | 5  | 5 | 4 | 9   | 0   | -2  |
| 8   | James Hagens         | États-Unis | 7  | 5 | 4 | 9   | 2   | +9  |
| 9   | Eduard Šalé          | Tchéquie   | 7  | 6 | 2 | 8   | 4   | +4  |
| 10  | Vojtěch Hradec       | Tchéquie   | 7  | 4 | 4 | 8   | 4   | +9  |

| Clt                                                                                               | Joueur                | Équipe     | PJ | Min          | BC | Moy  | %Arr  | Bl |
| ------------------------------------------------------------------------------------------------- | --------------------- | ---------- | -- | ------------ | -- | ---- | ----- | -- |
| 1                                                                                                 | Carter George         | Canada     | 4  | 239 min 1 s  | 7  | 1,76 | 93,58 | 2  |
| 2                                                                                                 | Petteri Rimpinen      | Finlande   | 7  | 436 min 45 s | 17 | 2,34 | 93,33 | 1  |
| 3                                                                                                 | Linards Feldbergs     | Lettonie   | 5  | 306 min 46 s | 16 | 3,13 | 92,92 | 0  |
| 4                                                                                                 | Michael Hrabal        | Tchéquie   | 6  | 366 min 45 s | 15 | 2,45 | 91,85 | 0  |
| 5                                                                                                 | Trey Augustine        | États-Unis | 5  | 309 min 50 s | 13 | 2,52 | 91,67 | 0  |
| 6                                                                                                 | Linus Vieillard       | Allemagne  | 3  | 180 min 13 s | 8  | 2,66 | 91,49 | 0  |
| 7                                                                                                 | Melker Thelin         | Suède      | 5  | 309 min 22 s | 15 | 2,91 | 88,46 | 0  |
| 8                                                                                                 | Christian Kirsch      | Suisse     | 4  | 170 min 21 s | 10 | 3,52 | 87,80 | 0  |
| 9                                                                                                 | Samuel Urban          | Slovaquie  | 4  | 227 min 30 s | 12 | 3,16 | 87,10 | 0  |
| 10                                                                                                | Vladimir Nikitin      | Kazakhstan | 5  | 286 min 37 s | 29 | 6,07 | 83,62 | 0  |
| 11                                                                                                | Elijah Neuenschwander | Suisse     | 3  | 127 min 43 s | 11 | 5,17 | 81,67 | 0  |
| Nota : seuls sont classés les gardiens ayant joué au minimum 40 % du temps de jeu de leur équipe. |                       |            |    |              |    |      |       |    |

## Autres divisions

### Division I

#### Groupe A
La compétition a lieu du 9 au 15  décembre 2024 à Bled en Slovénie. Les équipes suivantes participent :
- Autriche
- Danemark
- France
- Hongrie
- Norvège, relégué de la division élite
- Slovénie, promu de la division IB et pays hôte

| Clt | Équipe   | PJ | V | VP | D | DP | BP | BC | Diff | Pts |
| --- | -------- | -- | - | -- | - | -- | -- | -- | ---- | --- |
| 1 | Danemark | 5  | 4 | 0  | 0 | 1  | 7  | 12 | +5   | 13  |
| 2 | Autriche | 5  | 4 | 0  | 1 | 0  | 16 | 10 | +6   | 12  |
| 3 | Norvège  | 5  | 3 | 0  | 2 | 0  | 13 | 8  | +5   | 9   |
| 4 | Slovénie | 5  | 2 | 0  | 3 | 0  | 18 | 16 | +2   | 6   |
| 5 | France   | 5  | 1 | 1  | 3 | 0  | 15 | 20 | -5   | 5   |
| 6 | Hongrie  | 5  | 0 | 0  | 5 | 0  | 7  | 20 | -13  | 0   |
| Légende : - en gras, promu en division élite - en italique, relégué en division IB - Pr : Prolongations Pour les significations des abréviations, voir statistiques du hockey sur glace. |          |    |   |    |   |    |    |    |      |     |

| 9 décembre  | Autriche | 4    | 2 | France   |
| 9 décembre  | Hongrie  | 1    | 2 | Danemark |
| 9 décembre  | Slovénie | 1    | 4 | Norvège  |
| 10 décembre | France   | 5    | 2 | Hongrie  |
| 10 décembre | Norvège  | 1    | 3 | Autriche |
| 10 décembre | Danemark | 3    | 2 | Slovénie |
| 12 décembre | Norvège  | 4    | 0 | Hongrie  |
| 12 décembre | Slovénie | 2    | 3 | Autriche |
| 12 décembre | France   | 5 Pr | 4 | Danemark |
| 13 décembre | Autriche | 2    | 0 | Hongrie  |
| 13 décembre | Danemark | 3    | 0 | Norvège  |
| 13 décembre | France   | 2    | 6 | Slovénie |
| 15 décembre | Danemark | 5    | 4 | Autriche |
| 15 décembre | Norvège  | 4    | 1 | France   |
| 15 décembre | Hongrie  | 4    | 7 | Slovénie |

#### Groupe B
La compétition a lieu du 11 au 17 janvier 2025 à Tallinn en Estonie. Les équipes suivantes participent :
- Corée du Sud, promu de la division IIA
- Estonie, pays hôte
- Italie
- Japon, relégué de la division IA
- Pologne
- Ukraine

| Clt | Équipe       | PJ | V | VP | D | DP | BP | BC | Diff | Pts |
| --- | ------------ | -- | - | -- | - | -- | -- | -- | ---- | --- |
| 1 | Ukraine      | 5  | 5 | 0  | 0 | 0  | 29 | 19 | +10  | 15  |
| 2 | Japon        | 5  | 2 | 1  | 1 | 1  | 26 | 24 | +2   | 9   |
| 3 | Italie       | 5  | 3 | 0  | 2 | 0  | 23 | 21 | +2   | 9   |
| 4 | Estonie      | 5  | 2 | 0  | 3 | 0  | 16 | 23 | -7   | 6   |
| 5 | Pologne      | 5  | 1 | 0  | 3 | 1  | 14 | 21 | -7   | 4   |
| 6 | Corée du Sud | 5  | 0 | 1  | 4 | 0  | 10 | 19 | -9   | 2   |
| Légende : - en gras, promu en division IA - en italique, relégué en division IIA - Pr : Prolongations - TB : Tirs de barrage Pour les significations des abréviations, voir statistiques du hockey sur glace. |              |    |   |    |   |    |    |    |      |     |

| 11 janvier | Pologne      | 4    | 7 | Italie       |
| 11 janvier | Estonie      | 1    | 8 | Ukraine      |
| 11 janvier | Corée du Sud | 4 TB | 3 | Japon        |
| 12 janvier | Ukraine      | 3    | 0 | Pologne      |
| 12 janvier | Japon        | 7    | 3 | Estonie      |
| 12 janvier | Italie       | 3    | 1 | Corée du Sud |
| 14 janvier | Japon        | 7 Pr | 6 | Pologne      |
| 14 janvier | Ukraine      | 6    | 5 | Italie       |
| 14 janvier | Corée du Sud | 2    | 6 | Estonie      |
| 16 janvier | Italie       | 4    | 7 | Japon        |
| 16 janvier | Ukraine      | 5    | 2 | Corée du Sud |
| 16 janvier | Estonie      | 3    | 2 | Pologne      |
| 17 janvier | Japon        | 2    | 7 | Ukraine      |
| 17 janvier | Pologne      | 2    | 1 | Corée du Sud |
| 17 janvier | Italie       | 4    | 3 | Estonie      |

### Division II

#### Groupe A
La compétition a lieu du 6 au 12 janvier 2025 à Zagreb en Croatie. Les équipes suivantes participent :
- Chine
- Croatie, relégué de la division IB et pays hôte
- Grande-Bretagne
- Lituanie
- Pays-Bas
- Roumanie, promu de la division IIB

| Clt | Équipe          | PJ | V | VP | D | DP | BP | BC | Diff | Pts |
| --- | --------------- | -- | - | -- | - | -- | -- | -- | ---- | --- |
| 1 | Lituanie        | 5  | 5 | 0  | 0 | 0  | 39 | 5  | +34  | 15  |
| 2 | Roumanie        | 5  | 3 | 0  | 2 | 0  | 16 | 15 | +1   | 9   |
| 3 | Croatie         | 5  | 3 | 0  | 2 | 0  | 22 | 26 | -4   | 9   |
| 4 | Grande-Bretagne | 5  | 2 | 0  | 3 | 0  | 11 | 15 | -4   | 6   |
| 5 | Chine           | 5  | 2 | 0  | 3 | 0  | 18 | 24 | -6   | 6   |
| 6 | Pays-Bas        | 5  | 0 | 0  | 5 | 0  | 9  | 30 | -21  | 0   |
| Légende : - en gras, promu en division IB - en italique, relégué en division IIB Pour les significations des abréviations, voir statistiques du hockey sur glace. |                 |    |   |    |   |    |    |    |      |     |

| 6 janvier  | Lituanie        | 8 | 2  | Pays-Bas        |
| 6 janvier  | Roumanie        | 3 | 4  | Chine           |
| 6 janvier  | Grande-Bretagne | 1 | 3  | Croatie         |
| 7 janvier  | Pays-Bas        | 2 | 5  | Roumanie        |
| 7 janvier  | Lituanie        | 6 | 1  | Grande-Bretagne |
| 7 janvier  | Croatie         | 7 | 4  | Chine           |
| 9 janvier  | Grande-Bretagne | 4 | 3  | Chine           |
| 9 janvier  | Lituanie        | 4 | 0  | Roumanie        |
| 9 janvier  | Croatie         | 7 | 2  | Pays-Bas        |
| 10 janvier | Chine           | 1 | 8  | Lituanie        |
| 10 janvier | Pays-Bas        | 1 | 4  | Grande-Bretagne |
| 10 janvier | Roumanie        | 6 | 4  | Croatie         |
| 12 janvier | Grande-Bretagne | 1 | 2  | Roumanie        |
| 12 janvier | Chine           | 6 | 2  | Pays-Bas        |
| 12 janvier | Croatie         | 1 | 13 | Lituanie        |

#### Groupe B
La compétition a lieu du 19 au 25 janvier 2025 à Belgrade en Serbie. Les équipes suivantes participent :
- Australie
- Belgique
- Espagne
- Islande
- Israël, promu de la division IIIA
- Serbie, relégué de la division IIA et pays hôte

| Clt | Équipe    | PJ | V | VP | D | DP | BP | BC | Diff | Pts |
| --- | --------- | -- | - | -- | - | -- | -- | -- | ---- | --- |
| 1 | Espagne   | 5  | 4 | 0  | 0 | 1  | 18 | 9  | +9   | 13  |
| 2 | Israël    | 5  | 3 | 0  | 2 | 0  | 18 | 19 | -1   | 9   |
| 3 | Serbie    | 5  | 2 | 1  | 2 | 0  | 18 | 13 | +5   | 8   |
| 4 | Australie | 5  | 2 | 0  | 3 | 0  | 18 | 19 | -1   | 6   |
| 5 | Islande   | 5  | 2 | 0  | 3 | 0  | 16 | 14 | +2   | 6   |
| 6 | Belgique  | 5  | 1 | 0  | 4 | 0  | 10 | 24 | -14  | 3   |
| Légende : - en gras, promu en division IIA - en italique, relégué en division IIIA - TB : Tirs de barrage Pour les significations des abréviations, voir statistiques du hockey sur glace. |           |    |   |    |   |    |    |    |      |     |

| 19 janvier | Israël    | 5 | 2    | Australie |
| 19 janvier | Islande   | 0 | 2    | Espagne   |
| 19 janvier | Serbie    | 2 | 4    | Belgique  |
| 20 janvier | Espagne   | 4 | 2    | Australie |
| 20 janvier | Belgique  | 3 | 5    | Israël    |
| 20 janvier | Serbie    | 2 | 3    | Islande   |
| 22 janvier | Espagne   | 2 | 0    | Belgique  |
| 22 janvier | Islande   | 4 | 5    | Australie |
| 22 janvier | Serbie    | 5 | 2    | Israël    |
| 23 janvier | Belgique  | 2 | 7    | Islande   |
| 23 janvier | Israël    | 3 | 7    | Espagne   |
| 23 janvier | Australie | 1 | 5    | Serbie    |
| 25 janvier | Islande   | 2 | 3    | Israël    |
| 25 janvier | Australie | 8 | 1    | Belgique  |
| 25 janvier | Espagne   | 3 | 4 TB | Serbie    |

### Division III

#### Groupe A
La compétition a lieu du 27 janvier au 2 février 2025 à Istanbul en Turquie. Les équipes suivantes participent :
- Bosnie-Herzégovine, promu de la division IIIB
- Bulgarie
- Mexique
- Nouvelle-Zélande
- Taipei chinois, relégué de la division IIB
- Turquie, pays hôte

| Clt | Équipe             | PJ | V | VP | D | DP | BP | BC | Diff | Pts |
| --- | ------------------ | -- | - | -- | - | -- | -- | -- | ---- | --- |
| 1 | Nouvelle-Zélande   | 5  | 5 | 0  | 0 | 0  | 32 | 8  | +25  | 15  |
| 2 | Taipei chinois     | 5  | 4 | 0  | 1 | 0  | 39 | 11 | +28  | 12  |
| 3 | Bulgarie           | 5  | 3 | 0  | 2 | 0  | 29 | 17 | +12  | 9   |
| 4 | Turquie            | 5  | 2 | 0  | 3 | 0  | 27 | 31 | -4   | 6   |
| 5 | Bosnie-Herzégovine | 5  | 1 | 0  | 4 | 0  | 12 | 54 | -42  | 3   |
| 6 | Mexique            | 5  | 0 | 0  | 5 | 0  | 13 | 31 | -18  | 0   |
| Légende : - en gras, promu en division IIB - en italique, relégué en division IIIB Pour les significations des abréviations, voir statistiques du hockey sur glace. |                    |    |   |    |   |    |    |    |      |     |

| 27 janvier | Bulgarie           | 3  | 7  | Taipei chinois     |
| 27 janvier | Nouvelle-Zélande   | 5  | 0  | Mexique            |
| 27 janvier | Bosnie-Herzégovine | 1  | 9  | Turquie            |
| 28 janvier | Nouvelle-Zélande   | 5  | 0  | Bulgarie           |
| 28 janvier | Mexique            | 4  | 6  | Bosnie-Herzégovine |
| 28 janvier | Taipei chinois     | 8  | 2  | Turquie            |
| 30 janvier | Taipei chinois     | 5  | 1  | Mexique            |
| 30 janvier | Nouvelle-Zélande   | 12 | 4  | Bosnie-Herzégovine |
| 30 janvier | Bulgarie           | 9  | 4  | Turquie            |
| 31 janvier | Bosnie-Herzégovine | 1  | 18 | Taipei chinois     |
| 31 janvier | Mexique            | 1  | 6  | Bulgarie           |
| 31 janvier | Turquie            | 3  | 6  | Nouvelle-Zélande   |
| 2 février  | Bulgarie           | 11 | 0  | Bosnie-Herzégovine |
| 2 février  | Taipei chinois     | 1  | 4  | Nouvelle-Zélande   |
| 2 février  | Turquie            | 9  | 7  | Mexique            |

#### Groupe B
La compétition a lieu du 10 au 16 décembre 2024 à Bangkok en Thaïlande. Les équipes suivantes participent :
- Afrique du Sud
- Kirghizistan, relégué de la division IIIA
- Luxembourg
- Thaïlande, pays hôte

| Clt | Équipe         | PJ | V | VP | D | DP | BP | BC | Diff | Pts |
| --- | -------------- | -- | - | -- | - | -- | -- | -- | ---- | --- |
| - | Thaïlande      | 3  | 3 | 0  | 0 | 0  | 19 | 5  | +14  | 9   |
| - | Kirghizistan   | 3  | 2 | 0  | 1 | 0  | 14 | 9  | +5   | 6   |
| - | Afrique du Sud | 3  | 0 | 1  | 2 | 0  | 11 | 21 | -10  | 2   |
| - | Luxembourg     | 3  | 0 | 0  | 2 | 1  | 9  | 18 | -9   | 1   |
| Légende : - en gras, promu en division IIIA Pour les significations des abréviations, voir statistiques du hockey sur glace. |                |    |   |    |   |    |    |    |      |     |

| 11 décembre | Kirghizistan   | 7 | 2 | Afrique du Sud |
| 11 décembre | Luxembourg     | 1 | 6 | Thaïlande      |
| 12 décembre | Luxembourg     | 6 | 7 | Afrique du Sud |
| 12 décembre | Thaïlande      | 5 | 2 | Kirghizistan   |
| 14 décembre | Kirghizistan   | 5 | 2 | Luxembourg     |
| 14 décembre | Afrique du Sud | 2 | 8 | Thaïlande      |